# Społeczność Chrześcijańska w Ciechanowie
Społeczność Chrześcijańska w Ciechanowie – zbór Kościoła Chrystusowego w RP działający w Ciechanowie.
Pastorem zboru jest Krzysztof Adamkowski. Nabożeństwa odbywają się przy ul. Sienkiewicza 33a w niedziele o godz. 11.00.

## Historia
Kościół Zborów Chrystusowych rozpoczął działalność na terenie Ciechanowa w 1987, kiedy przez zbór Chrześcijańska Społeczność w Warszawie została tu zorganizowana misja namiotowa. W jej wyniku na przełomie 1987 i 1988 zaczęły być organizowane spotkania początkowo czteroosobowej grupy wierzących w prywatnych domach oraz innych lokalach, których inicjatorem był Krzysztof Zaręba. Pod koniec 1988 licząca kilka osób wspólnota zakupiła dom przy ul. Powstańców Warszawskich 12, na parterze którego powstała kaplica, a na piętrze – mieszkanie. Obiekt został otwarty 29 stycznia 1989 i w kaplicy odbyło się wówczas pierwsze nabożeństwo. 
W 1989 została tu oficjalnie powołana stacja misyjna zboru Chrześcijańska Społeczność w Warszawie. Od stycznia 1989 do stycznia 1992 działalność duszpasterską prowadzili w społeczności Krzysztof i Bożena Pietrzakowie. Spowodowało to wzrost liczby jej członków.
W 1992 nieużytkowany dotychczas garaż oraz piwnica siedziby wspólnoty zostały zaadaptowane przez jej członków na Klub Dobrej Nowiny, którego działalność skierowana była do dzieci i młodzieży.
W czerwcu 1992 miała miejsce kolejna ewangelizacja namiotowa, dzięki której w kolejnych kilku miesiącach ochrzczone zostało 15 nowych osób, co doprowadziło do podwojenia się liczby członków społeczności. Dotychczas użytkowana kaplica stała się zbyt mała jak na potrzeby powiększającej się wspólnoty. We wrześniu 1992 jej duszpasterzem został Krzysztof Zaręba, który przybył do Ciechanowa razem z żoną Mariolą.
W 1993 społeczność liczyła 30 ochrzczonych członków, 16 dzieci oraz grupę sympatyków. 
W 1994 spotykano się na nabożeństwach w Galerii Wystaw Artystycznych, ponieważ dotychczasowa kaplica posiadała jedynie 35 miejsc. Planowana była rozbudowa własnego obiektu, jednak wspólnota borykała się z problemami formalnymi i niewystarczającą ilością środków finansowych na ten cel. Ostatecznie 4 maja 1994 została podpisana wstępna umowa odnośnie zakupu nowego, większego budynku.
W 1995 wspólnota skupiała 50 ochrzczonych członków oraz kilkanaście dzieci. Poza nabożeństwami, odbywały się również spotkania grup domowych. 
26 marca 1995 miała miejsce uroczystość otwarcia nowej kaplicy przy ul. Sienkiewicza 33A, w której udział wzięło około 200 osób, w tym Prezbiter Naczelny Kościoła Zborów Chrystusowych Henryk Sacewicz, ks. Waldemar Kurzawa z Kościoła Ewangelicko-Augsburskiego oraz delegaci władz lokalnych.
Do 1996 liczba ochrzczonych wzrosła do około 80 osób. Nabożeństwa były prowadzone w niedziele i wtorki, raz w tygodniu miały miejsce ponadto spotkania grupy młodzieżowej. Prowadzone były spotkania biblijne, klub dla dzieci, działała księgarnia, biblioteka oraz klub wideo. 
14 stycznia 1996 społeczność będąca dotychczas stacją misyjną została przekształcona w samodzielny zbór. 
16 sierpnia 1998 nowym pastorem zboru został Grzegorz Baczewski, uprzednio pełniący stanowisko pastora w zborze Kościoła Zielonoświątkowego w Tczewie.
W styczniu 1999 w ramach współpracy ze zborem, przez pełniące działalność misjonarską nauczycielki Colette Ladan i Jay Bowyer została otwarta szkoła języka angielskiego Graceland English Training, która rozpoczęła działalność w pomieszczeniach budynku zborowego. Szkoła stała się w 2001 jedną z agend Kościoła Zborów Chrystusowych. 
16 stycznia 2000 w ciechanowskiej kaplicy miało miejsce nabożeństwo z okazji rozpoczęcia działalności Misji Zakładania Zborów, będącej służbą działającą w ramach Kościoła Zborów Chrystusowych w celu powoływania nowych wspólnot tego związku wyznaniowego.
W 2004 liczba członków zboru wynosiła 160 osób. 5 grudnia 2004 miało miejsce nabożeństwo pożegnalne pastora Baczewskiego w związku z jego przeprowadzką do Warszawy, a funkcję pełniącego obowiązki pastora objął wówczas Przemysław Bartczak. Od 6 listopada 2011 stanowisko to pełni Krzysztof Adamkowski.